# Antrocephalus maculipennis
Antrocephalus maculipennis  (лат.) — вид мелких хальциноидных наездников рода Antrocephalus из семейства Chalcididae. Юго-Восточная Азия, (в том числе, Вьетнам, Индия, восточная Малайзия — Саравак).

## Описание
Мелкие перепончатокрылые хальциды, длина 5,6 — 5,5 мм. Окраска полностью чёрная (включая ноги и усики). Передние крылья с двумя тёмными пятнами. Усики 11-члениковые. Виски с продольным желобком. Лапки 5-члениковые. Грудь выпуклая. Задние бёдра утолщённые и вздутые.
Паразитируют на куколках бабочек (Lepidoptera), в том числе на ширококрылой моли Opisina arenosella Walker (Oecophoridae).
Вид был впервые описан в 1905 году, а его валидный статус подтверждён в 2016 году индийским энтомологом академиком Текке Куруппате Нарендраном (Narendran T.C.; Zoological Survey Of India, Калькутта, Индия) и голландским гименоптерологом К. ван Ахтенбергом (Cornelis van Achterberg; Naturalis, Лейден, Нидерланды) по материалам из Вьетнама.